# Pestalotiopsis aeruginea
Pestalotiopsis aeruginea är en svampart som först beskrevs av Steyaert, och fick sitt nu gällande namn av Steyaert 1949. Pestalotiopsis aeruginea ingår i släktet Pestalotiopsis och familjen Amphisphaeriaceae.   Inga underarter finns listade i Catalogue of Life.